# Castillo de Belmonte
Das Castillo de Belmonte ist eine Burg im Südwesten der spanischen Provinz Cuenca in der Autonomen Region Kastilien-La Mancha (oder Neukastilien) und befindet sich auf der Anhöhe San Cristobal am Ostrand der noch etwa knapp 2.000 Einwohner zählenden Kleinstadt Belmonte.

## Geschichte
Die Burg von Belmonte wurde auf Anordnung des damaligen Markgrafen (marqués) von Villena, Don Juan Pacheco, in den Jahren um 1456 gebaut. Architekt war Juan Guas, aber auch Hannequin von Brüssel wird mit dem Bau in Verbindung gebracht.
Im 19. Jahrhundert wurde die Burg auf Befehl von Eugénie de Montijo ausgebaut. Ende des 19. Jahrhunderts ging sie in den Besitz des Dominikanerordens über. Die Mönche errichteten in den mittelalterlichen Pferdeställen eine Kapelle.
Im 20. Jahrhundert nutzte die falangistische Jugend das Gebäude. Diese baute Duschen, Bäder und Elektroinstallationen ein.
Derzeit ist die Burg im Besitz der Herzöge von Peñaranda, Nachkommen der Herzöge von Alba und von Eugénie de Montijo.

## Sonstiges
Das Castillo de Belmonte diente als Kulisse für mehrere Historienfilme, so Anthony Manns El Cid, Paul Verhoevens Flesh and Blood und Vicente Arandas Juana la Loca.